# Coupe continentale féminine de saut à ski 2011-2012
Navigation
Édition précédente Édition suivante
La coupe continentale féminine de saut à ski 2011-2012 est la 8e édition de la coupe continentale féminine de saut à ski, compétition de saut à ski organisée annuellement. Elle se déroule du 19 novembre 2011 au 19 février 2012. Depuis cette saison, elle ne représente plus l'élite du saut à ski féminin, qui s'affrontent lors des épreuves de Coupe du monde féminine de saut à ski.
La compétition est réduite, elle est programmée avec trois étapes pour six épreuves disputées, à Rovaniemi en Finlande,  en Norvège à Notodden, en République tchèque à Liberec ; s'y ajoutent deux épreuves à Zakopane les 20 et 21 janvier, décidées lors de l'annulation des épreuves de Coupe du monde de Szczyrk les 28 et 29 janvier.

## Points attribués à chaque compétition
| Place  | 1er | 2e  | 3e  | 4e  | 5e  | 6e  | 7e  | 8e  | 9e  | 10e | 11e | 12e | 13e | 14e | 15e |
| ------ | --- | --- | --- | --- | --- | --- | --- | --- | --- | --- | --- | --- | --- | --- | --- |
| Points | 100 | 80  | 60  | 50  | 45  | 40  | 36  | 32  | 29  | 26  | 24  | 22  | 20  | 18  | 16  |
|        |     |     |     |     |     |     |     |     |     |     |     |     |     |     |     |
| Place  | 16e | 17e | 18e | 19e | 20e | 21e | 22e | 23e | 24e | 25e | 26e | 27e | 28e | 29e | 30e |
| Points | 15  | 14  | 13  | 12  | 11  | 10  | 9   | 8   | 7   | 6   | 5   | 4   | 3   | 2   | 1   |

## Calendrier
Source calendrier : FIS.
| Date             | Lieu      | Épreuve | Vainqueur         | Deuxième          | Troisième                  |
| ---------------- | --------- | ------- | ----------------- | ----------------- | -------------------------- |
| 29 novembre 2011 | Rovaniemi | HS100   | Katja Požun       | Špela Rogelj      | Sara Takanashi             |
| 29 novembre 2011 | Rovaniemi | HS100   | Sara Takanashi    | Ursa Bogataj      | Katja Požun                |
| 10 décembre 2011 | Notodden  | HS100   | Daniela Iraschko  | Sarah Hendrickson | Jacqueline Seifriedsberger |
| 11 décembre 2011 | Notodden  | HS100   | Anette Sagen      | Daniela Iraschko  | Sarah Hendrickson          |
| 20 janvier 2012  | Zakopane  | HS94    | Sarah Hendrickson | Daniela Iraschko  | Ema Klinec                 |
| 21 janvier 2012  | Zakopane  | HS100   | Daniela Iraschko  | Sarah Hendrickson | Ema Klinec                 |
| 18 février 2012  | Liberec   | HS100   | Sarah Hendrickson | Daniela Iraschko  | Sara Takanashi             |
| 19 février 2012  | Liberec   | HS100   | Annulé            | Annulé            | Annulé                     |

### Classement
Classement complet après les sept épreuves :
| Rang | Nom                        | Points |
| ---- | -------------------------- | ------ |
| 1    | Daniela Iraschko           | 440    |
| 2    | Sarah Hendrickson          | 420    |
| 3    | Maja Vtič                  | 256    |
| 4    | Sara Takanashi             | 220    |
| 5    | Špela Rogelj               | 211    |
| 6    | Katja Požun                | 206    |
| 7    | Ursa Bogataj               | 182    |
| 8    | Jacqueline Seifriedsberger | 152    |
| 9    | Wendy Vuik                 | 139    |
| 10   | Anette Sagen               | 136    |
| 10   | Ema Klinec                 | 136    |
| 12   | Ulrike Graessler           | 122    |
| 13   | Melanie Faisst             | 100    |
| 13   | Jessica Jerome             | 100    |
| 13   | Irina Taktaeva             | 100    |
| 13   | Coline Mattel              | 100    |
| 17   | Julia Kykkaenen            | 99     |
| 18   | Atsuko Tanaka              | 97     |
| 19   | Alissa Johnson             | 90     |
| 20   | Kaori Iwabuchi             | 85     |
| 21   | Abby Hughes                | 80     |
| 21   | Anna Haefele               | 80     |
| 23   | Nina Lussi                 | 74     |
| 24   | Lucie Mikova               | 72     |

| Rang | Nom                   | Points |
| ---- | --------------------- | ------ |
| 25   | Michaela Dolezelova   | 66     |
| 26   | Evelyn Insam          | 62     |
| 27   | Sabrina Windmueller   | 60     |
| 28   | Ayumi Watase          | 58     |
| 29   | Anastasiya Gladysheva | 55     |
| 30   | Yurina Yamada         | 50     |
| 31   | Cornelia Roider       | 43     |
| 32   | Maren Lundby          | 39     |
| 33   | Yuka Kobayashi        | 38     |
| 33   | Alexandra Kustova     | 38     |
| 35   | Julia Clair           | 36     |
| 35   | Taylor Henrich        | 36     |
| 35   | Katharina Keil        | 36     |
| 38   | Anastasia Veshchikova | 32     |
| 39   | Katharina Althaus     | 30     |
| 40   | Sofia Tikhonova       | 29     |
| 41   | Yūki Itō              | 29     |
| 42   | Caroline Espiau       | 28     |
| 43   | Manja Pograjc         | 27     |
| 44   | Lisa Demetz           | 26     |
| 45   | Svenja Wuerth         | 25     |
| 46   | Veronica Zobel        | 24     |
| 46   | Line Jahr             | 24     |
| 48   | Lara Thomae           | 23     |

| Rang | Nom                      | Points |
| ---- | ------------------------ | ------ |
| 48   | Vladena Pustkova         | 23     |
| 48   | Roberta D'Agostina       | 23     |
| 51   | Juliane Seyfarth         | 22     |
| 52   | Dana Vasilica Haralambie | 21     |
| 53   | Tanja Kaverinen          | 16     |
| 53   | Tong Ma                  | 16     |
| 55   | Jenna Mohr               | 15     |
| 55   | Ramona Straub            | 15     |
| 57   | Elena Runggaldier        | 13     |
| 57   | Maria Hurtado Beisvaag   | 13     |
| 57   | Joanna Szwab             | 13     |
| 57   | Michaela Rajnochova      | 13     |
| 61   | Qi Liu                   | 11     |
| 62   | Anja Tepes               | 9      |
| 62   | Adelya Rashitova         | 9      |
| 64   | Nita Englund             | 8      |
| 65   | Natalie Dejmkova         | 7      |
| 66   | Anna Rupprecht           | 6      |
| 66   | Carina Vogt              | 6      |
| 68   | Karolina Indrackova      | 4      |
| 68   | Joanna Gawron            | 4      |
| 70   | Gyda Enger               | 3      |
| 71   | Agata Stare              | 2      |
| 72   | Jasmine Sepandj          | 1      |